# Pierre Méchain
Pierre François André Méchain (Laon, 1744. augusztus 16. – Castellón de la Plana, 1804. szeptember 20.) francia csillagász. Charles Messier-vel együtt a mélyégobjektumok és üstökösök korai tanulmányozásának egyik jelentős képviselője. A Messier-katalógus objektumai közül 26 Méchain saját felfedezése, valamint négy másik objektum független újrafelfedezője.

## Élete és munkássága
Méchain eredetileg apja foglalkozását követve építész szeretett volna lenni, matematikát és fizikát tanult, azonban pénzügyi okokból kénytelen volt megszakítani tanulmányait. Egy ideig két diákot oktatott, majd összebarátkozott Jérôme de Lalande-dal, aki felkérte L'Astronomie című művének korrektúrázására. Lalande egy állást is szerzett neki, ahol megismerkedett, majd összebarátkozott Messier-vel.
1777-ben feleségül vette Barbe-Thérèse Marjout, akit munkája során ismert meg. Házasságukból három gyermek született, Jérôme 1780-ban, Augustin 1784-ben, valamint egy lányuk.
Időközben egyre több időt szánt üstökösök keresésére és megfigyelésére. Messier-hez hasonlóan a mélyégobjektumok is érdekelték; ezek felfedezéséről szinte mindig azonnal értesítette barátját, aki általában az adatok ellenőrzése után felvette katalógusába a Méchain által megtalált objektumokat.
1781-ben tette első két üstökös felfedezését, és matematikai tudása segítségével az égitestek pályáját is meghatározta. Külön figyelmet szentelt az 1532-ben és 1661-ben felbukkant üstökösök pályájának, és megcáfolta az akkori vélekedést, miszerint ezek ugyanannak az égitestnek a visszatérései lettek volna. Ezen munkája eredményeként 1782-ben megkapta a tudományos akadémia nagydíját, majd ugyanezen évben tagja is lett a testületnek.
Méchain 1804-ben Spanyolországban, Castellón de la Planában hunyt el sárgalázban, amikor a méterrendszer bevezetéséhez szükséges délkörmérés csillagászati feladatait végezte.

## Az általa felfedezett mélyégobjektumok
A Méchain által felfedezett mélyégobjektumok, időrendi sorrendben:
- M63
- M81 független újrafelfedezés
- M82 független újrafelfedezés
- M78
- M71 független újrafelfedezés
- M75
- M72
- M76
- M74
- M79
- M77
- M80 független újrafelfedezés
- M97
- M108
- M85
- M109
- M98
- M99
- M100
- M95
- M96
- NGC 5195
- M94
- M105
- M101
- M102 (kérdéses)
- M103
- M104
- M106
- M107

## Az általa felfedezett üstökösök
Méchain az üstökösök felfedezése terén is sikeres volt; nyolc saját felfedezését és három társfelfedezését ismerjük:
- 1781 I Méchain
- 1781 II Méchain
- 1785 II Méchain
- 1786 I (Encke)
- 1787 Méchain
- 1790 II (Tuttle)
- 1799 II Méchain
- 1799 III Méchain

Társfelfedezések:
- 1785 I Messier-Méchain
- 1792 II Gregory-Méchain
- 1801 Pons (Pons-Messier-Méchain-Bouvard)

## Emléke
Emlékét egy róla elnevezett aszteroida őrzi. Az 1999. szeptember 21-én felfedezett, korábban 1999 SS2 jellel nyilvántartott égitestet 2002. június 24-én nevezték át 21785 Méchain-nek.
1806 óta Párizs 14. kerületében, a Montparnasse negyedben utca őrzi a nevét (Rue Méchain).